# NGC 7761
NGC 7761 is een lensvormig sterrenstelsel in het sterrenbeeld Waterman. Het hemelobject werd in 1886 ontdekt door de Amerikaanse astronoom Ormond Stone.

## Synoniemen
- IC 5361
- MCG -2-60-20
- NPM1G -13.0659
- IRAS 23488-1339
- PGC 72641